# کلر مورل
کلر مورل (انگلیسی: Claire Morel؛ زادهٔ ۱۴ فوریهٔ ۱۹۸۴) بازیکن فوتبال اهل فرانسه است.
از باشگاه‌هایی که در آن بازی کرده‌است می‌توان به باشگاه فوتبال زنان المپیک لیون و مرکز آکادمی فوتبال کلیر فونتین اشاره کرد.
وی همچنین در تیم‌های ملی فوتبال France women's national under-19 football team و زنان فرانسه بازی کرده‌است.